# Хафиз Хорезми
Абдулрахи́м Хафи́з Хорезми́ (узб. Hofiz Xorazmiy, туркм. Hapyz Horezmi) — тюркский поэт, живший в XV веке в Хорезме и Ширазе при дворе Тимуридов.

## Биография
В Узбекистане с советской эпохи считается узбекским поэтом. В Туркменистане после 1991 года считается туркменским поэтом.
Один из списков творческого наследия Хафиза Хорезми был открыт в 1970 или 1975 году, когда в музее Салар Джанг в Хайдарабаде был найден диван ранее неизвестного поэта.
В своих стихах равнялся на Хафиза Ширази. На русский язык был впервые переведён в 1981 году Сергеем Ивановым.

## Творчество
Хафиз Хорезми подчёркивал свой вклад в развитие тюркской поэзии.
Примеры из творчества Хорезми, которые свидетельствуют о его близости ко двору тимурида Ибрагима: «Гулистон юзли, эй сокий, санинг ишинг манга жондур. Ичали боданиким, даври Иброхими Султондур…» (перевод: О кравчий, мною ты любим — жизнью вся душа полна, Ведь нынче правит Ибрагим, и нужно нам испить вина).
Вместе с тем Хорезми считал себя хорезмийским тюркским поэтом, он писал, например, «Тенг бўла билмас эди Хофиз била Хоразмда, Туркий айта тирилур бўлса бу дамда Санжарий» (перевод: «Никто в Хоразме не сравнится с Хафизом, спевшим тюркский стих, Смог бы Санджари вновь явиться — тот сложил бы стих иной»).
Поэт Алишер Навои знал о творчестве Хорезми и упоминал его в своём произведении «Маджолис ун-нафоис».